# جوليان أوسغود فيلد
جوليان أوسغود فيلد (بالإنجليزية: Julian Osgood Field)‏ (1852 - 1925)؛ روائي أمريكي.

## روابط خارجية
- جوليان أوسغود فيلد على موقع ميوزك برينز (الإنجليزية)